# Alte Kameraden

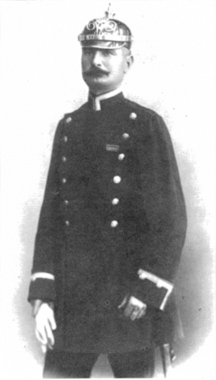
Carl Teike.

Alte Kameraden (română Vechi camarazi) este un popular marș german. În catalogul muzicii militare germane are indicativul HM II, 150.
„Alte Kameraden” a fost scris în jurul anului 1889 la Ulm, de Carl Teike (de/en), un compozitor de muzică militară. Prezentându-i superiorului său marșul a primit răspunsul „Avem destule marșuri. Aruncă-l în sobă!”. Nu numai că marșul n-a fost ars, dar a devenit unul dintre cele mai cântate marșuri militare germane, inclusiv după al Doilea Război Mondial, când muzica militară germană era dezaprobată. Se bucură de popularitate și pe plan internațional, fiind chiar marșul Forțelor Aeriene din Chile.

## Versurile
Alte Kameraden auf dem Marsch durchs Land
Halten Freundschaft felsenfest und treu.
Ob in Not oder in Gefahr,
Stets zusammen halten sie auf’s neu.
Zur Attacke geht es Schlag auf Schlag,
Ruhm und Ehr soll bringen uns der Sieg,
Los, Kameraden, frisch wird geladen,
Das ist unsere Marschmusik.
Nach dem Kampfe geht das ganze Regiment
Ins Quartier ins nächste Dorfhauselement
Und beim Wirte das Geflirte
Mit den Mädels und des Wirtes Töchterlein.
Lachen scherzen, lachen scherzen, heute ist ja heut'
Morgen ist das ganze Regiment wer weiß wie weit.
Das, Kameraden, ist des Kriegers bitt'res Los,
Darum nehmt das Glas zur Hand und wir sagen "Prost".
Alter Wein gibt Mut und Kraft,
In dem steckt der wahre Lebenssaft.
Und das alte Herz bleibt jung
Und gewaltig die Erinnerung.
Ob in Freude, ob in Not,
Bleiben wir getreu bis in den Tod.
Trinket aus und schenket ein
Und laßt uns alte Kameraden sein.

## În media
- În filmul Aces High (1976) este cântat în introducere.
- Între 1951 și 1960 o secvență comică a fost cântată în finalul episoadelor serialului The Goon Show difuzat de BBC Home Service.
- Între 1980 și 2004 postul TV Channel 7 din Thailanda l-a folosit în deschiderea programului de știri Royal Thai news de la ora 20.00.